# Эйнорис, Витаутас Никодимович
Витаутас Никодимович Эйнорис — советский хозяйственный, государственный и политический деятель.

## Биография
Родился в 1930 году в Урненишкесе. Член КПСС с 1956 года.
С 1948 года — на хозяйственной, общественной и политической работе. В 1948—2006 гг. — агротехник, старший зоотехник сельскохозяйственного отдела Биржайского райисполкома, председатель колхоза в Ширвене, директор машинно-тракторной станции, директор Биржайской тракторной ремонтной станции, заместитель председателя Биржайского райисполкома, председатель районной плановой комиссии, председатель Каунасского районного промышленно-сельскохозяйственного управления, начальник отдела сельского хозяйства Госплана Литовской ССР, заместитель министра заготовок ЛССР, министр плодоовощного хозяйства Литовской ССР, первый заместитель Госкомагропрома Литовской ССР, Председатель Государственного комитета по охране природы Литовской ССР, председатель Вильнюсской ассоциации флористов, Чрезвычайный и Полномочный Посол Литовской Республики в Казахстане, министр сельского хозяйства Литовской Республики
Избирался депутатом Верховного Совета Литовской ССР 11-го и 12-го созывов, депутат Сейма Литвы в 1995—2004 годах.
Умер в Вильнюсе в 2019 году.